# アルフォンソ2世 (アラゴン王)
アルフォンソ2世（アラゴン語：Alifonso II、1157年 - 1196年4月25日）は、アラゴン王およびバルセロナ伯（在位：1162年 - 1196年）。バルセロナ伯ラモン・バランゲー4世とアラゴン女王ペトロニラの長男。

## 生涯
誕生時には父と同じくラモン・バランゲーと名付けられていた。1162年、5歳の時に父が死去すると、バルセロナ伯を継承するとともに、母からアラゴン王位も継承した。その際、母方の大伯父であるアルフォンソ1世にあやかってアルフォンソと改名された。
1166年、従兄であるプロヴァンス伯レーモン・ベランジェ2世が死去すると、男子相続人としてのアルフォンソ2世の権利が主張され、レーモン・ベランジェ2世の幼い一人娘ドゥース2世に代わってアルフォンソ2世がプロヴァンス伯となった。プロヴァンス伯領はその後、アルフォンソ2世の長弟レーモン・ベランジェ3世、次弟サンシュを経て、次男アルフォンス2世が継承した。
内政では王権強化と組織整備に取り組み、貴族の王への軍事奉仕、領地の把握などが進められた。また、下級騎士の登用と王国の租税調査で収入の安定を図り、貴族抑制で国内の平和に努めた。
イスラム教徒でありながらムワッヒド朝と対立していた親キリスト教勢力のバレンシア王兼ムルシア王イブン・マルダニーシュ（通称ローボ王）とは度々対立、1168年にナバラ王サンチョ6世と密約を交わし、マルダニーシュの領土分割を画策して侵攻したが、後に妻の甥に当たるカスティーリャ王アルフォンソ8世の仲介でマルダニーシュと和睦した。
カスティーリャとの関係強化を図り1170年にアルフォンソ8世と同盟を結び、1177年にレオン王フェルナンド2世と共にクエンカ包囲中のアルフォンソ8世と協力してムワッヒド朝傘下の都市ロルカを襲撃、1179年にはアルフォンソ8世との間でカソーラ条約を結び、未征服地であったバレンシア地方をアラゴンの、ムルシア地方をカスティーリャの勢力範囲とそれぞれ定めた。後にカスティーリャが勢力拡大していくにつれ警戒、1191年にポルトガル王サンシュ1世・レオン王アルフォンソ9世・ナバラ王サンチョ6世と反カスティーリャ同盟を結ぶが、ローマ教皇ケレスティヌス3世の仲介で翌1192年にカスティーリャと和睦した。1196年に死去、長男ペドロ2世が後を継いだ。

## 家族
カスティーリャ王アルフォンソ7世の娘サンチャ（1155/7年 - 1208年）との間に次の子をもうけた。
- ペドロ2世（1174年 - 1213年） - アラゴン王、バルセロナ伯
- コンスタンサ（1179年 - 1222年） - ハンガリー王イムレ、後に神聖ローマ皇帝フリードリヒ2世と結婚
- アルフォンソ（1180年 - 1209年） - プロヴァンス伯
- レオノール（1182年 - 1226年） - 1203年にトゥールーズ伯レーモン6世と結婚。
- サンチャ（1186年 - 1241年） - トゥールーズ伯レーモン7世と結婚。
- サンチョ
- ラモン・バランゲー
- フェルナンド（1190年 - 1249年） - モンテアラゴン大修道院長
- ドゥルセ（1192年 - ?）